# Moldavië op de Olympische Zomerspelen 2012
Moldavië nam deel aan de Olympische Zomerspelen 2012 in Londen, Verenigd Koninkrijk.
De twee bronzen medailles die in het gewichtheffen door Anatoli Ciricu (middenzwaargewicht) en Cristina Iovu (vedergewicht) werden behaald werden in een later stadium afgenomen.

## Deelnemers en resultaten
(m) = mannen, (v) = vrouwen

### Atletiek
| Olympiër           | Onderdeel              | Resultaat | Prestatie                                                    |
| ------------------ | ---------------------- | --------- | ------------------------------------------------------------ |
| Ion Luchianov      | 3000m steeplechase (m) | 10e       | serie 3: 5de in 8.22,09 finale: 10de in 8.28,15              |
| Iaroslav Musinschi | marathon (m)           | 25e       | 2:16.25                                                      |
| Roman Prodius      | marathon (m)           | DNF       |                                                              |
| Serghei Marghiev   | kogelslingeren (m)     | 31e       | kwalificatie groep A: 17de met 69,76m                        |
|                    |                        |           |                                                              |
| Olesea Cojuhari    | 400m (v)               | 33e       | serie 7: 7de in 53,64                                        |
| Elena Popescu      | 800m (v)               | 21e       | serie 1: 6de in 2.06,94                                      |
| Zalina Marghieva   | kogelslingeren (v)     | 8e        | kwalificatie groep B: 5de met 72,19m finale: 8ste met 74,06m |
| Natalia Cerches    | marathon (v)           | 65e       | 2:37.13                                                      |

### Boksen
| Olympiër       | Onderdeel | Resultaat | Prestatie                                                                 |
| -------------- | --------- | --------- | ------------------------------------------------------------------------- |
| Vasilii Belous | -69kg (m) | 9e        | 1ste ronde: W van TAN Kidunda: 20-7 2de ronde: V van UKR Shelestyuk: 7-15 |

### Boogschieten
| Olympiër  | Onderdeel       | Resultaat | Prestatie |
| --------- | --------------- | --------- | --- |
| Dan Olaru | individueel (m) | 9e        | plaatsingronde: 47ste met 654 punten 1ste ronde: W van USA Kaminski: 6-5 2de ronde: W van GBR Terry: 7-1 3de ronde: V van KOR Kim: 1-7 |

### Gewichtheffen
| Olympiër       | Onderdeel | Resultaat | Prestatie                                                  |
| -------------- | --------- | --------- | ---------------------------------------------------------- |
| Anatoli Ciricu | -94kg (m) | DSQ *     | trekken: 7de met 181kg stoten: 2de met 226kg totaal: 407kg |
|                |           |           |                                                            |
| Cristina Iovu  | -53kg (v) | DSQ *     | trekken: 1ste met 96kg stoten: 3de met 120kg totaal: 216kg |

* De twee bronzen medailles die werden behaald werden in een later stadium afgenomen.

### Judo
| Olympiër       | Onderdeel | Resultaat | Prestatie                                                               |
| -------------- | --------- | --------- | ----------------------------------------------------------------------- |
| Sergiu Toma    | -81kg (m) | 9e        | 1ste ronde: W van CZE Musil: ippon 2de ronde: V van JPN Nakai: waza-ari |
| Ivan Remarenco | -90kg (m) | 17e       | 1ste ronde: V van RUS Denisov: ippon                                    |

### Schietsport
| Olympiër         | Onderdeel            | Resultaat | Prestatie                                        |
| ---------------- | -------------------- | --------- | ------------------------------------------------ |
| Marina Zgurscaia | 10m luchtpistool (v) | 29e       | kwalificatie: 29ste met 377 punten (91-92-97-97) |

### Wielersport
| Olympiër    | Onderdeel        | Resultaat | Prestatie      |
| ----------- | ---------------- | --------- | -------------- |
| Oleg Berdos | wegwedstrijd (m) | dnf       | niet gefinisht |

### Worstelen
| Olympiër        | Onderdeel   | Resultaat   | Prestatie                                                                                    |
| Vrije stijl     | Vrije stijl | Vrije stijl | Vrije stijl                                                                                  |
| --------------- | ----------- | ----------- | -------------------------------------------------------------------------------------------- |
| Nicolai Ceban   | -96kg (m)   | 11e         | kwalificatie: vrij 1ste ronde: W van NGR Boltic: 3-1 kwartfinale: V van GEO Gogshelidze: 0-3 |
|                 |             |             |                                                                                              |
| Svetlana Saenko | -72kg (v)   | 10e         | kwalificatie: vrij 1ste ronde: W van FRA Vescan: 3-1 kwartfinale: V van CHN Wang: 0-5        |

### Zwemmen
| Olympiër        | Onderdeel           | Resultaat | Prestatie                |
| --------------- | ------------------- | --------- | ------------------------ |
| Danila Artiomov | 100m schoolslag (m) | series    | serie 2: 8ste in 1.03,57 |
|                 |                     |           |                          |
| Tatiana Chisca  | 100m schoolslag (v) | series    | serie 2: 8ste in 1.13,30 |

Afghanistan · Albanië · Algerije · Amerikaanse Maagdeneilanden · Amerikaans-Samoa · Andorra · Angola · Antigua en Barbuda · Argentinië · Armenië · Aruba · Australië · Azerbeidzjan · Bahama's · Bahrein · Bangladesh · Barbados · België · Belize · Benin · Bermuda · Bhutan · Bolivia · Bosnië en Herzegovina · Botswana · Brazilië · Britse Maagdeneilanden · Brunei · Bulgarije · Burkina Faso · Burundi · Cambodja · Canada · Centraal-Afrikaanse Republiek · Chili · China · Chinees Taipei · Colombia · Comoren · Congo-Brazzaville · Congo-Kinshasa · Cookeilanden · Costa Rica · Cuba · Cyprus · Denemarken · Djibouti · Dominica · Dominicaanse Republiek · Duitsland · Ecuador · Egypte · El Salvador · Equatoriaal-Guinea · Eritrea · Estland · Ethiopië · Fiji · Filipijnen · Finland · Frankrijk · Gabon · Gambia · Georgië · Ghana · Grenada · Griekenland · Groot-Brittannië · Guam · Guatemala · Guinee · Guinee‑Bissau · Guyana · Haïti · Honduras · Hongarije · Hongkong · Ierland · IJsland · India · Indonesië · Irak · Iran · Israël · Italië · Ivoorkust · Jamaica · Japan · Jemen · Jordanië · Kaaimaneilanden · Kaapverdië · Kameroen · Kazachstan · Kenia · Kirgizië · Kiribati · Koeweit · Kroatië · Laos · Lesotho · Letland · Libanon · Liberia · Libië · Liechtenstein · Litouwen · Luxemburg · Macedonië · Madagaskar · Malawi · Maldiven · Maleisië · Mali · Malta · Marshalleilanden · Marokko · Mauritanië · Mauritius · Mexico · Micronesië · Moldavië · Monaco · Mongolië · Montenegro · Mozambique · Myanmar · Namibië · Nauru · Nederland · Nepal · Nicaragua · Nieuw-Zeeland · Niger · Nigeria · Noord-Korea · Noorwegen · Oeganda · Oekraïne · Oezbekistan · Oman · Oostenrijk · Oost-Timor · Pakistan · Palau · Palestina · Panama · Papoea-Nieuw-Guinea · Paraguay · Peru · Polen · Portugal · Puerto Rico · Qatar · Roemenië · Rusland · Rwanda · Saint Kitts en Nevis · Saint Lucia · Saint Vincent en Grenadines · Salomonseilanden · Samoa · San Marino · Sao Tomé en Principe · Saoedi-Arabië · Senegal · Servië · Seychellen · Sierra Leone · Singapore · Slovenië · Slowakije · Soedan · Somalië · Spanje · Sri Lanka · Suriname · Swaziland · Syrië · Tadzjikistan · Tanzania · Thailand · Togo · Tonga · Trinidad en Tobago · Tsjaad · Tsjechië · Tunesië · Turkije · Turkmenistan · Tuvalu · Uruguay · Vanuatu · Venezuela · Verenigde Arabische Emiraten · Verenigde Staten · Vietnam · Wit-Rusland · Zambia · Zimbabwe · Zuid-Afrika · Zuid-Korea · Zweden · Zwitserland · Onafhankelijke atleten